# Mormyrops oudoti
Mormyrops oudoti es una especie de pez elefante eléctrico perteneciente al género Mormyrops en la familia Mormyridae presente en varias cuencas hidrográficas de África, entre ellas los ríos Níger y Bamako. Es nativa de Mali.
Puede alcanzar un tamaño aproximado de 11,4 cm. mientras que algunos autores han sugerido que su rango de distribución incluye también otras cuencas, aunque probablemente debido a identificaciones erróneas de la especie.

## Estado de conservación
Respecto al estado de conservación, se puede indicar que de acuerdo a la IUCN, esta especie puede catalogarse en la categoría «Datos insuficientes (DD)».